# Dhemaji (dystrykt)
Dhemaji – jeden z dwudziestu siedmiu dystryktów administracyjnych w stanie Asam w północno-wschodnich  Indiach, położony w północno-wschodniej części stanu. Stolicą dystryktu jest miasto Dhemaji. Powierzchnia dystryktu to 3 237 km², a populacja wyniosła 571 944 osób, w 2001 roku. Większa część mieszkańców mieszka na wsi, a ludność miejską stanowi 1,85% populacji. 41,69% potrafi czytać i pisać, z czego 13,6% kobiet. Główne religie wśród ludności dystryktu to: hinduizm 548 780, islam 10 533 (1.84%) oraz chrześcijaństwo 6 390.

## Geografia
Dhemaji jest jednym z najmłodszych dystryktów w stanie Asam. Powstał 1 października 1989. Jest jednym z najbardziej wysuniętych na północ dystryktów Indii. Jest usytuowany na przedgórzu Małych Himalajów. Stolica stanu, Dhemaji, jest relatywnie małym miastem. Jego nazwa prawdopodobnie pochodzi od dwóch słów w języku assamskim "dhal" co oznacza "powódź" oraz "dhemali" co oznacza "gra". Ma to związek z położeniem miasta u zbiegu rzek, potężnej Brahmaputry oskrzydlającej dystrykt oraz licznych jej dopływów. Efektem takiego położenia są liczne powodzie nawiedzające region.
Dystrykt jest zamieszkały w większości przez ludność mówiącą językiem assamskim z plemion - Ahom (dawniej na tych terenach rozciągało się Królestwo Ahom), Sonowal Kacharis, Koches,  Kalitas, Kaibartas oraz Mishings i Deoris. Wśród mieszkańców są także napływowi Indusi oraz bengalscy muzułmanie.